# Genista canariensis

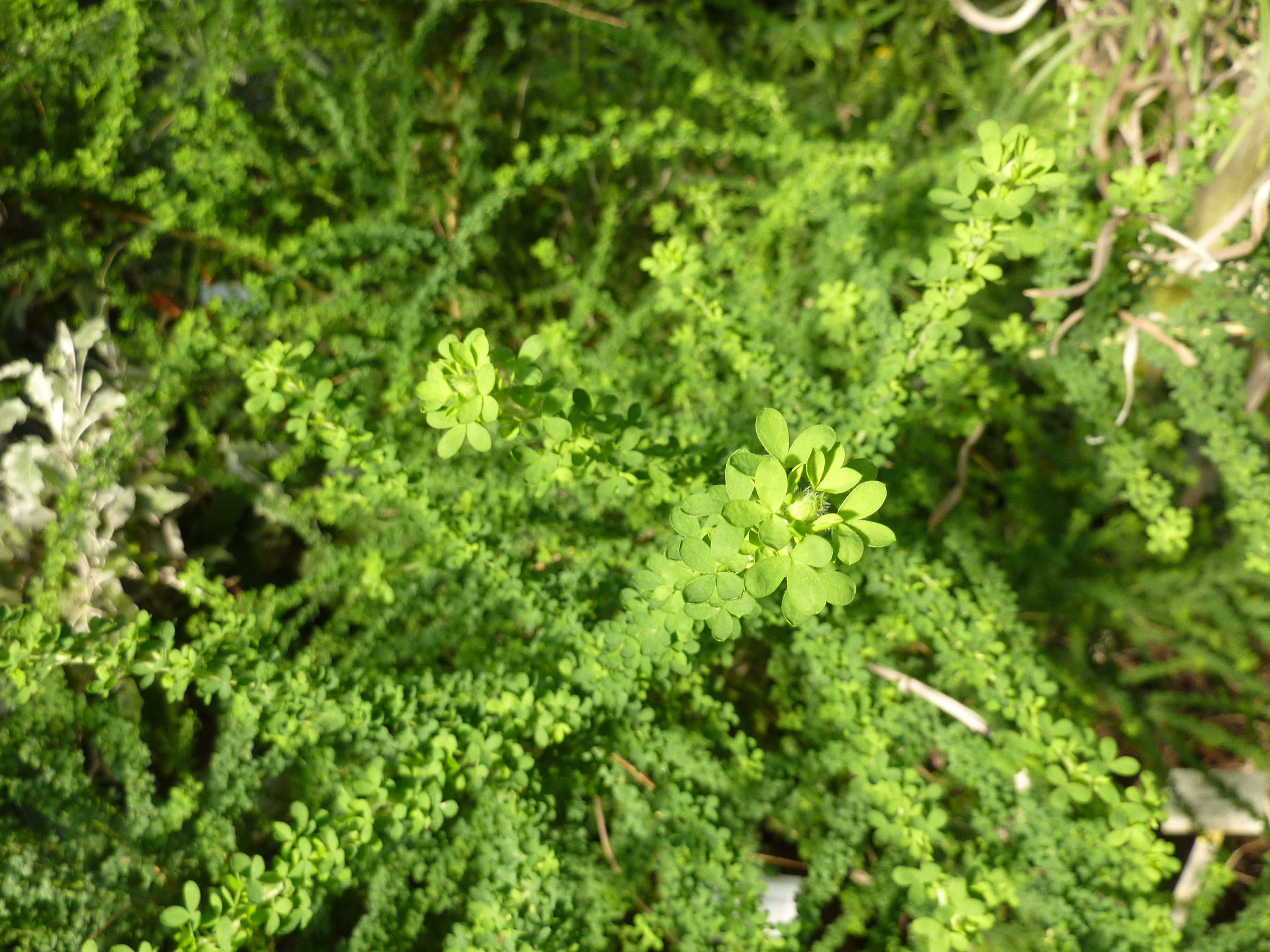
Vista de la planta

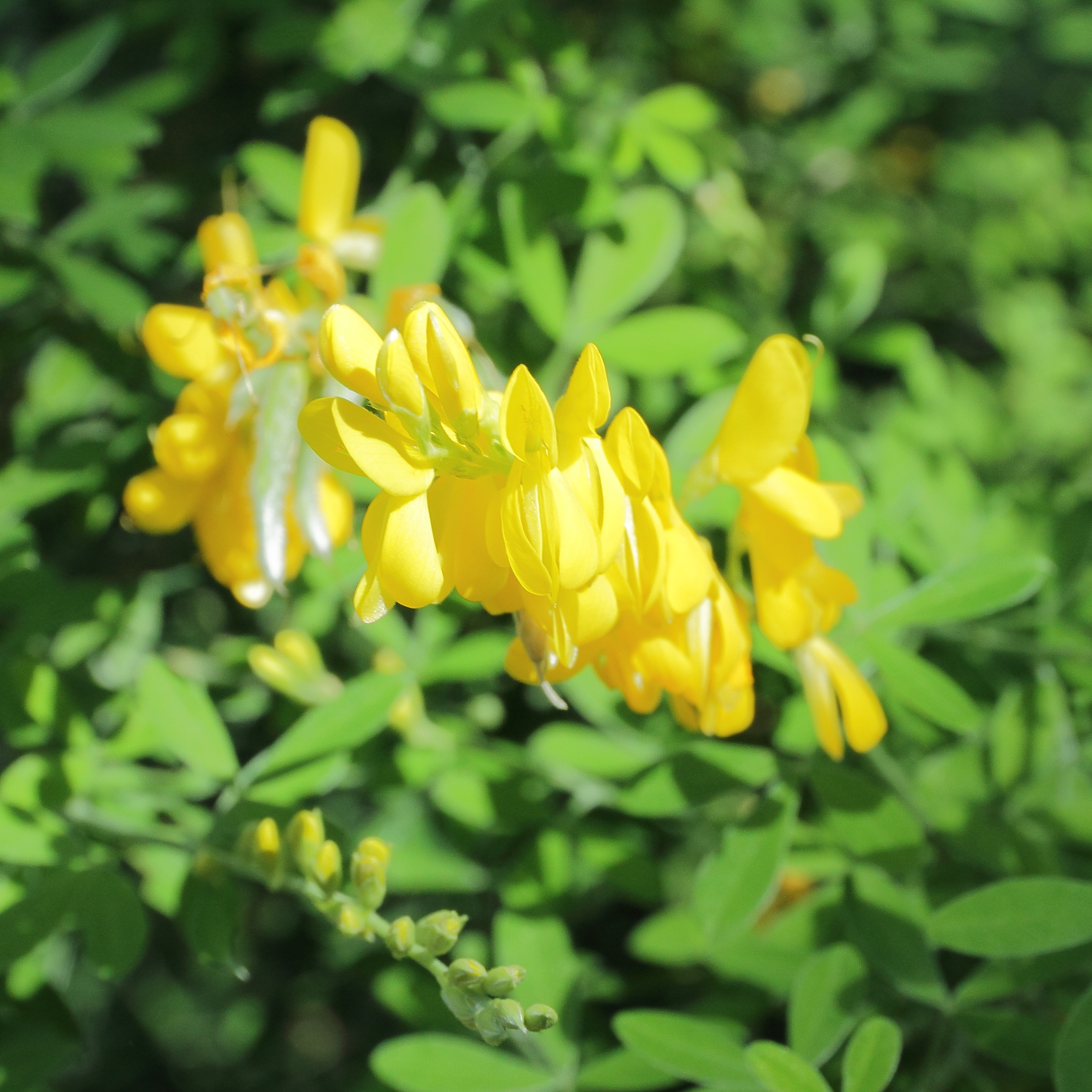
Inflorescència

Genista canariensis és una espècie d'arbust de la família de les lleguminoses.

## Descripció
Genista canariensis és una lleguminosa on les seves tiges són verdes i piloses. Les fulles es componen de folíols en forma d'ovals de fins a 1 cm de longitud i densament piloses al revers. La inflorescència en forma de raïm té fins a 20 flors grogues brillants. El fruit és una beina lleguminosa d'1 a 2 cm de longitud que conté diverses llavors de color marró fosc.
Pertany al grup d'espècies que les seves flors tenen un pètal estendard pubescent cap a l'àpex. Les branques, fulles i calze són sedosos i els folíols de les fulles són obovats i no intricats. Els llegums posseeixen pèls curts.

## Distribució i hàbitat
Genista canariensis és nativa de les Illes Canàries, però es troba com a espècie introduïda a Europa, principalment a Espanya, i a altres parts del món, com a Àsia (incloent Índia i Sri Lanka), Austràlia i Amèrica del Nord (Califòrnia i Washington als Estats Units, per exemple).

## Taxonomia
Genista canariensis va ser descrita per Linné i publicada a Species Plantarum 2: 709–710, l'any 1753.
Etimologia
- Genista: nom genèric que prové del llatí del qual els reis i reines Plantagenet d'Anglaterra van prendre el seu nom, "planta Genesta" o "plante Genest", en al·lusió a una història que, quan Guillem el Conqueridor es va embarcar rumb a Anglaterra, va arrencar una planta que es mantenia ferma, tenaçment, a una roca i la va ficar en el seu casc com a símbol que ell també seria tenaç en la seva arriscada tasca. La planta va ser l'anomenada "planta ginesta" en llatí. Aquesta és una bona història, però per desgràcia Guillem el Conqueridor va arribar molt abans dels Plantagenet i en realitat va ser Jofré I Grisegonelle que va ser anomenat el Plantagenet, perquè portava un ramet de flors grogues de ginesta al seu casc com una insígnia (genêt és el nom francès de l'arbust de ginesta), i va ser el seu fill, Enric II, el que es va convertir en el primer rei Plantagenet. Altres explicacions històriques són que Geoffrey va plantar aquest arbust com una coberta de caça o que ell la feia servir per assotar-se a si mateix. No va ser fins que Ricard Plantagenet, el pare dels dos reis Eduard IV i Ricard III, que els membres d'aquesta família van adoptar el nom de Plantagenet, i després es va aplicar retroactivament als descendents de Jofré I Grisegonelle com el nom dinàstic.[4]
- canariensis: epítet geogràfic que fa al·lusió a la seva localització a les Illes Canàries.

Sinonímia
- Cytisus canariensis (L.) Kuntze
- Teline canariensis (L.) Webb & Berthel.[5]